# Aphanius dispar
Aphanius dispar är en fiskart som först beskrevs av Eduard Rüppell 1829.  Den ingår i släktet Aphanius och familjen Cyprinodontidae.

## Underarter
Arten delas in i följande underarter:
- A. d. dispar
- A. d. richardsoni